# Give Out But Don't Give Up
Give Out But Don't Give Up, lançado em 1994, é o quarto álbum de estúdio do grupo Primal Scream, ele marca o retorno da banda a seu estilo mais tradicional após o som experimental de seu trabalho anterior, Screamadelica.

## Faixas
1. "Jailbird" - 3:46
2. "Rocks" - 3:37
3. "(I'm Gonna) Cry Myself Blind" - 4:30
4. "Funky Jam" - 5:24
5. "Big Jet Plane" - 4:15
6. "Free" - 5:30
7. "Call on Me"- 3:50
8. "Struttin'" - 8:29
9. "Sad and Blue" - 3:27
10. "Give Out But Don't Give Up" - 6:16
11. "I'll Be There for You" - 6:34
12. "Everybody Needs Somebody" - 5:22